# 118° westerlengte
118° westerlengte (ten opzichte van de nulmeridiaan) is een meridiaan of lengtegraad, onderdeel van een geografische positieaanduiding in bolcoördinaten. De lijn loopt vanaf de Noordpool naar de Noordelijke IJszee, Noord-Amerika, de Grote Oceaan, de Zuidelijke Oceaan en Antarctica en zo naar de Zuidpool.
De meridiaan op 118° westerlengte vormt een grootcirkel met de meridiaan op 62° oosterlengte. De meridiaanlijn beginnend bij de Noordpool en eindigend bij de Zuidpool gaat door de volgende landen, gebieden of zeeën. 
| Land, gebied of zee    | Nauwkeurigere gegevens                                                             |
| ---------------------- | ---------------------------------------------------------------------------------- |
| Noordelijke IJszee     |                                                                                    |
| Canada                 | Northwest Territories - Prins Patrickeiland                                        |
| Crozierkanaal          |                                                                                    |
| Canada                 | Northwest Territories - Eglintoneiland                                             |
| M'Clurestraat          |                                                                                    |
| Canada                 | Northwest Territories - Bankseiland                                                |
| Straat Prince of Wales |                                                                                    |
| Canada                 | Northwest Territories - Victoria-eiland                                            |
| Minto Inlet            |                                                                                    |
| Canada                 | Northwest Territories - Victoria-eiland                                            |
| Golf van Amundsen      |                                                                                    |
| Canada                 | Nunavut, Northwest Territories (dwarst Great Bear Lake), Alberta, British Columbia |
| Verenigde Staten       | Washington, Oregon, Nevada, Californië (dwarst Anaheim)                            |
| Grote Oceaan           |                                                                                    |
| Zuidelijke Oceaan      |                                                                                    |
| Antarctica             | Niet-toegeëigend gebied in Antarctica                                              |